# Leonie Adam
Leonie Adam (Filderstadt, 2 de enero de 1993) es una deportista alemana que compite en gimnasia en la modalidad de trampolín.
Ganó dos medallas de bronce en el Campeonato Europeo de Gimnasia en Trampolín, en los años 2021 y 2022.

## Palmarés internacional
| Campeonato Europeo | Campeonato Europeo | Campeonato Europeo | Campeonato Europeo |
| Año                | Lugar              | Medalla            | Prueba             |
| ------------------ | ------------------ | ------------------ | ------------------ |
| 2021               | Sochi (Rusia)      | Medalla de bronce  | Sincronizado       |
| 2022               | Rímini (Italia)    | Medalla de bronce  | Equipo             |